# Кубок Европы по спортивной ходьбе 2015
Кубок Европы по спортивной ходьбе 2015 года прошёл 17 мая в городе Мурсия (Испания). Сильнейших выявляли взрослые спортсмены и юниоры до 20 лет (1996 года рождения и моложе). Были разыграны 10 комплектов медалей (по 5 в личном и командном зачёте).
Изначально турнир должен был пройти в украинском городе Ивано-Франковск, однако в связи с политическим кризисом был перенесён.
На старт вышли 208 ходоков из 27 стран Европы (88 мужчин, 45 женщин, 43 юниора и 32 юниорки). Соревнования проходили на трассе длиной в один километр, проложенной в центре города.
Каждая команда могла выставить до четырёх спортсменов в каждый из взрослых заходов и до трёх в юниорских соревнованиях. Лучшие в командном зачёте определялись по сумме мест трёх лучших спортсменов среди взрослых и двух лучших — среди юниоров.

## Расписание
| Дата        | Время | Забег         |
| ----------- | ----- | ------------- |
| 17 мая 2015 | 08:00 | 50 км мужчины |
| 17 мая 2015 | 09:00 | 10 км юниоры  |
| 17 мая 2015 | 10:30 | 20 км женщины |
| 17 мая 2015 | 16:00 | 10 км юниорки |
| 17 мая 2015 | 17:15 | 20 км мужчины |

Время местное (UTC+2)

## Медалисты
Курсивом выделены участники, чей результат не пошёл в зачёт команды

### Мужчины и юниоры
| Дисциплина             | Золото                                                  | Золото      | Серебро                                                                            | Серебро     | Бронза                                                                       | Бронза      |
| ---------------------- | ------------------------------------------------------- | ----------- | ---------------------------------------------------------------------------------- | ----------- | ---------------------------------------------------------------------------- | ----------- |
| 20 км                  | Мигель Анхель Лопес Испания                             | 1:19.52     | Матей Тот Словакия                                                                 | 1:20.21     | Йоанн Дини Франция                                                           | 1:20.37     |
| 20 км (команды)        | Германия · Кристофер Линке · Хаген Поле · Карл Доман    | 32 очка     | Россия · Андрей Кривов · Денис Стрелков · Пётр Трофимов · Александр Иванов         | 35 очков    | Украина · Игорь Главан · Андрей Ковенко · Назар Коваленко · Руслан Дмитренко | 37 очков    |
| 50 км                  | Иван Носков [a] Россия                                  | 3:43.57 [a] | Марко Де Лука [a] Италия                                                           | 3:46.21 [a] | Иван Банзерук [a] Украина                                                    | 3:49.02 [a] |
| 50 км (команды)        | Россия · Иван Носков · Роман Евстифеев · Сергей Шарыпов | 18 очков    | Италия · Марко Де Лука · Теодорико Капоразо · Федерико Тонтодонати · Лоренцо Десси | 20 очков    | Украина · Иван Банзерук · Сергей Будза · Игорь Сахарук · Алексей Казанин     | 20 очков    |
| Юниоры 10 км           | Диего Гарсия Испания                                    | 40.38       | Жан Бланшето Франция                                                               | 41.11       | Пабло Олива Испания                                                          | 41.19       |
| Юниоры 10 км (команды) | Испания · Диего Гарсия · Пабло Олива · Мануэль Бермудес | 4 очка      | Франция · Жан Бланшето · Тибо Иполит · Аксель Мюттер                               | 11 очков    | Германия · Карл Юнгханнсс · Натаниель Зайлер · Хайнер Терп                   | 17 очков    |

a  8 февраля 2018 года Всероссийская федерация лёгкой атлетики сообщила о санкциях в отношении ходока Михаила Рыжова. На основании данных биологического паспорта был сделан вывод о применении спортсменом допинга. Все его выступления с 9 сентября 2012 года по 2 июня 2015 года были аннулированы, в том числе первое место на Кубке Европы по ходьбе — 2015 на дистанции 50 км с результатом 3:43.32.

### Женщины и юниорки
| Дисциплина              | Золото                                                                              | Золото  | Серебро                                                                            | Серебро  | Бронза                                                                  | Бронза   |
| ----------------------- | ----------------------------------------------------------------------------------- | ------- | ---------------------------------------------------------------------------------- | -------- | ----------------------------------------------------------------------- | -------- |
| 20 км                   | Эльмира Алембекова Россия                                                           | 1:26.15 | Элеонора Джорджи Италия                                                            | 1:26.17  | Светлана Васильева Россия                                               | 1:26.31  |
| 20 км (команды)         | Россия · Эльмира Алембекова · Светлана Васильева · Марина Пандакова · Вера Соколова | 9 очков | Италия · Элеонора Джорджи · Элиза Ригаудо · Валентина Траплетти · Федерика Ферраро | 30 очков | Португалия · Ана Кабесинья · Вера Сантуш · Инеш Энрикеш · Сусана Фейтор | 38 очков |
| Юниорки 10 км           | Клавдия Афанасьева Россия                                                           | 45.55   | Мария Лосинова Россия                                                              | 46.11    | Мария Перес Испания                                                     | 47.08    |
| Юниорки 10 км (команды) | Россия · Клавдия Афанасьева · Мария Лосинова · Ольга Шаргина                        | 3 очка  | Испания · Мария Перес · Лидия Санчес-Пуэбла · Ирен Васкес                          | 9 очков  | Италия · Ноэми Стелла · Элеонора Доминичи · Джада Франческа Чабини      | 12 очков |